# Rybníček
Rybníček är en ort i Tjeckien.   Den ligger i regionen Södra Mähren, i den östra delen av landet, 210 km öster om huvudstaden Prag. Rybníček ligger 239 meter över havet och antalet invånare är 285.
Terrängen runt Rybníček är platt åt sydost, men åt nordväst är den kuperad. Runt Rybníček är det ganska glesbefolkat, med 43 invånare per kvadratkilometer. Närmaste större samhälle är Vyškov, 5,4 km väster om Rybníček. Trakten runt Rybníček består till största delen av jordbruksmark.